# 拉科斯帕羅塔猶太會堂

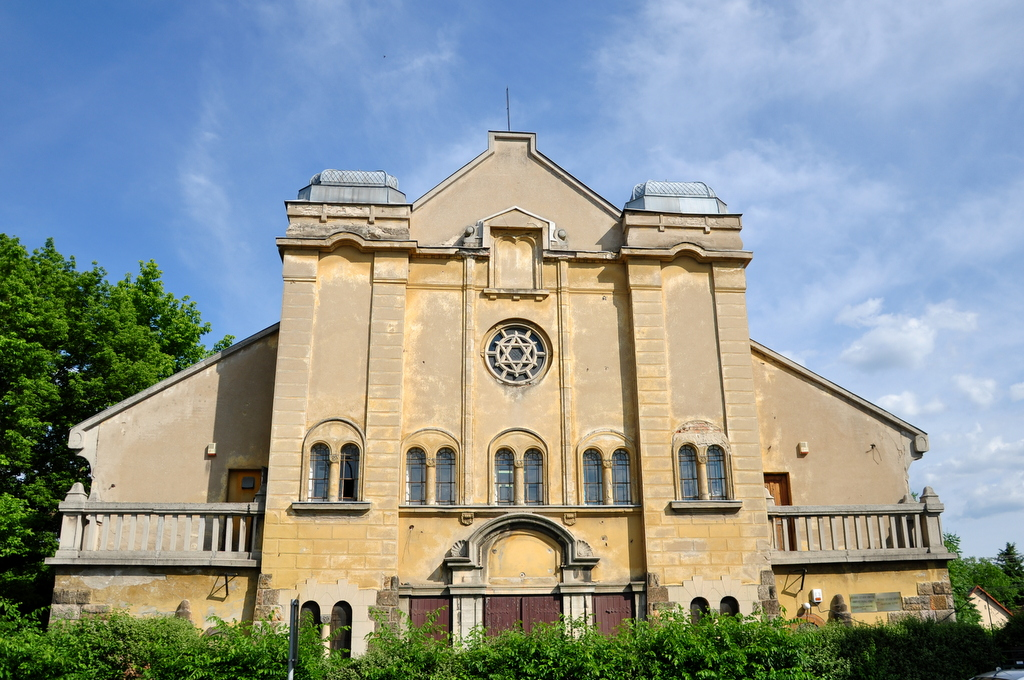

拉科斯帕羅塔猶太會堂（Rákospalota Synagogue）是匈牙利首都布達佩斯的一座建築，曾作為猶太會堂使用，但現在是一座書店。這座猶太會堂修建於1926年至1927年。二戰之後，因匈牙利猶太人人口減少，這座建築從1960年代開始作為地圖倉庫使用。